# Дудукало, Алексей Николаевич
Алексе́й Никола́евич Дудука́ло (родился 6 октября 1976 года в Москве, Россия) — российский автогонщик, 11-кратный чемпион России по автомобильным гонкам, участник чемпионата мира WTCC в сезонах 2011—2013.

## Спортивная

### Ранние годы
Окончил Московский Автодорожный Институт и первое место работы получил по будущему «профилю» — в команде ЦСКА. В качестве пилота впервые выступил в соревнованиях по автокроссу 1995 году, а спустя год уже стал вице-чемпионом России в этом виде автогонок. В 2000 году переходит в гонки на автомобилях с открытыми колесами (Формула 1600, Формула-3), где его лучшим результатом стало третье место в 2004 году. С 2001 года выступает в команде «Лукойл-Рейсинг» под руководством Евгения Малиновского, совместно с которой начинает успешное участие в чемпионате России в классе «Супертуризм»: дважды победитель Кубка России (2002 и 2003); чемпион России (2003), а также дважды серебряный призёр чемпионата (2001, 2002). Далее следуют не менее успешные сезоны в Кубке России в классе «Супер Лайт» (победитель 2004, 2005) и Чемпионате России в классе «Туринг-Лайт» (чемпион 2008, 2009). В 2009 году Алексей дебютирует на европейской арене. Участие в Еврокубке SEAT Leon (2009 г.) принесло по итогам сезона 18 место. В следующем году продолжил выступать в этой серии и сезон 2010 года закончил на пятом месте (одна победа и одно второе место).
ГОНОЧНАЯ КАРЬЕРА
Дебют в гонках — 1995 год (автокросс).
1996 — Вице-чемпион России по автокроссу.
В кольцевых гонках с 1999 года (Формула 1600, Формула 3, Супертуризм), призёр этапов чемпионата России 2000 года в классе Формула-1600.
В составе «Лукойл Рейсинг» выступает с 2001 года:
2001 — Вице-чемпион России в классе «Супертуризм».
2002 — Вице-чемпион России в классе «Супертуризм».
2002 — Победитель Кубка России в классе «Супертуризм».
2003 — Чемпион России в классе «Супертуризм».
2003 — Победитель Кубка России в классе «Супертуризм».
2004 — Чемпионат России в классе «Формула LADA».- серебряный призёр.
2004 — Победитель трековой Гонки Звёзд.
2004 — Победитель Кубка России в классе «Супер Лайт».
2004 — Победитель Кубка Хонда Сивик.
2004 — Победитель гонки «Хонда Челенж 500».
2005 — Чемпион России по зимним трековым гонкам (N-1600).
2005 — Чемпион России в классе «Хонда Сивик».
2005 — Победитель Кубка «Супер Лайт».
2005 — Победитель гонки «Хонда Челенж 500».
2006 — Чемпион России по зимним трековым гонкам (N-1600).
2006 — Победитель трековой Гонки Звёзд.
2006 — Чемпион России в классе «Хонда Сивик».
2007 — Гонки Звезд журнала За рулем — серебряный призёр.
2007 — Чемпионат России «Гран-При RTCC» в классе Туринг Лайт.
2008 — Чемпион России по зимним трековым гонкам.
2008 — Чемпион России в классе «Туринг-Лайт».
2009 — Чемпион России по зимним трековым гонкам.
2009 — Еврокубок Сеат Леон.
2009 — Чемпион России в классе «Туринг-Лайт».
2010 — Чемпионат России по зимним трековым гонкам — серебряный призёр.
2010 — Еврокубок Сеат Леон — 2 подиума, 1 победа.
2011 — Чемпионат России по зимним трековым гонкам — серебряный призёр.
2011 — Чемпионат мира WTCC 11-е место в зачёте независимых гонщиков.
2011 — Чемпионат мира WTCC 2 место в зачёте Jay-Ten Trophy.
2012 — Чемпион России по зимним трековым гонкам.
2012 — Чемпионат России класс «Туринг». Одна победа
2012 — Чемпионат мира WTCC 1 подиум (2 место).
2012 — Чемпионат мира WTCC 9 место в зачёте независимых гонщиков (одна победа, 3 место).
2013 — Чемпионат России по трековым гонкам.
2013 — Чемпионат России по кольцевым гонкам «Туринг». 6 подиумов, 3 победы.
2014 — Чемпионат России по кольцевым гонкам «Туринг» — вице-чемпион.
2015 — Чемпионат России по кольцевым гонкам «Туринг» — чемпион.
2016 — Чемпионат России по кольцевым гонкам «Туринг» — вице-чемпион. 12 подиумов, 3 победы.
2017 - Чемпионат России по кольцевым гонкам «Туринг» - бронзовый призер. 6 подиумов.

### World Touring Car Championship

#### Lukoil-SUNRED (2011)
В 2011 году дебютирует в составе частной испанской команды «Lukoil-SUNRED» в чемпионате WTCC, где его напарником стал многоопытный Габриэле Тарквини. Дважды за сезон финиширует в очковой зоне, по результатам которого занимает 11-е место в зачете независимых пилотов WTCC и 21-е в абсолюте.

#### Lukoil Racing Team (2012)
Вместе с Тарквини остается в команде, которая меняет руководство и переименовывается в Lukoil Racing. Лучшим результатом сезона стало второе место во второй гонке в Словакии, следом за товарищем по команде. По итогам года Алексей занял 15-е место в абсолюте. В зачете Независимых команд Lukoil Racing Team становится Чемпионом мира.

#### Lukoil Lada Sport (2013)
В сезоне 2013 года Дудукало совместно с Джеймсом Томпсоном становится пилотом заводской команды Lukoil Lada Sport. Во время квалификации к гонке в Италии Алексей пропустил точку торможения перед первым поворотом и столкнулся с напарником. За столкновение Алексей получил пять мест штрафа на стартовой решетке. Позже команда сняла оба своих автомобиля с этапа, так как не успевала отремонтировать их вовремя. После инцидента Дудукало потерял доверие руководства команды и на весь оставшийся сезон был заменен на Михаила Козловского.

### Статистика в чемпионате FIA WTCC
| Год  | Команда            | Автомобиль          | 1         | 2         | 3        | 4        | 5         | 6         | 7        | 8        | 9        | 10       | 11        | 12       | 13        | 14       | 15       | 16       | 17        | 18        | 19       | 20       | 21       | 22       | 23        | 24        | Поз. | Очки |
| ---- | ------------------ | ------------------- | --------- | --------- | -------- | -------- | --------- | --------- | -------- | -------- | -------- | -------- | --------- | -------- | --------- | -------- | -------- | -------- | --------- | --------- | -------- | -------- | -------- | -------- | --------- | --------- | ---- | ---- |
| 2011 | Lukoil-SUNRED      | SEAT León 2.0 TDI   | BRA 1 17  | BRA 2 12  | BEL 1 12 | BEL 2 9  | ITA 1 Ret | ITA 2 Ret | HUN 1 16 | HUN 2 12 | CZE 1 14 | CZE 2 13 | POR 1 Ret | POR 2 13 |           |          |          |          |           |           |          |          |          |          |           |           | 21st | 4    |
| 2011 | Lukoil-SUNRED      | SUNRED SR León 1.6T |           |           |          |          |           |           |          |          |          |          |           |          | GBR 1 15  | GBR 2 14 | GER 1 9  | GER 2 15 | ESP 1 13  | ESP 2 Ret | JPN 1 17 | JPN 2 12 | CHN 1 15 | CHN 2 17 | MAC 1 Ret | MAC 2 DNS | 21st | 4    |
| 2012 | Lukoil Racing Team | SEAT León WTCC      | ITA 1 18  | ITA 2 DNS | ESP 1 NC | ESP 2 12 | MAR 1 16  | MAR 2 11  | SVK 1 2  | SVK 2 15 | HUN 1 14 | HUN 2 16 | AUT 1 19  | AUT 2 14 | POR 1 Ret | POR 2 16 | BRA 1 11 | BRA 2 10 | USA 1 Ret | USA 2 18  | JPN 1 18 | JPN 2 8  | CHN 1 NC | CHN 2 11 | MAC 1 11  | MAC 2 7   | 15th | 33   |
| 2013 | Lada Sport Lukoil  | Lada Granta         | ITA 1 DNS | ITA 2 DNS | MAR 1    | MAR 2    | SVK 1     | SVK 2     | HUN 1    | HUN 2    | AUT 1    | AUT 2    | RUS 1     | RUS 2    | POR 1     | POR 2    | ARG 1    | ARG 2    | USA 1     | USA 2     | JPN 1    | JPN 2    | CHN 1    | CHN 2    | MAC 1     | MAC 2     | NC   | 0    |

### Возвращение в российский чемпионат
В 2013 году Дудукало вернулся в Чемпионат России по кольцевым автомобильным гонкам, где он представлял заводскую команду «Лада» в классе «Туринг». В 2013 году Алексей занял четвёртое место, а в 2014 — второе.
2015 г. Алексей Дудукало продолжает выступать за команду Lukoil Racing Team в самом серьёзном и быстром классе «Туринг» (объём двигателя 2000 куб. см).
Команда приобрела и подготовила к сезону Российской серии кольцевых гонок три автомобиля Seat Leon Cup Racer.

### Сезон 2015 года в Российской серии кольцевых гонок
15…17 мая — первый этап на «Нижегородском кольце». 43 очка (15 + 1 +1 + 25 + 1).
16 мая, квалификация. Алексей Дудукало завоевал поул-позицию, показав время 1:37,600 (скорость 118,844 км/ч), +1 очко в личный зачёт.
16 мая, гонка 1. 3 место (время гонки 33:00,598; скорость 110,944 км/ч). Показал лучшее время круга в гонке 1:44,550, что дало +1 очко в личный зачёт. По правилу реверсивного старта на гонку 2 позиция на стартовой решётке восьмая. Весовой гондикап на вторую гонку +10 кг, общий вес автомобиля не менее 1290 кг.
17 мая, гонка 2. Старт с восьмой позиции, несмотря на контакт с партнёром по команде Рустамом Акиниязовым, отыграл уж к первому повороту три позиции, затем довольно быстро последовательно обогнал пилотов, выступающих в классе «Суперпродакшн» Льва Толкачёва, Андрея Юшина. Обгон лидировавшего какое-то время напарника Романа Голикова также не заставил себя долго ждать. Алексей Дудукало финишировал первым (время гонки 33:03,651, скорость 118,726 км/ч). Показал лучшее время круга в гонке 1:37,697, что дало +1 очко в личный зачёт. Весовой гандикап на первую гонку следующего этапа +30 кг, общий вес автомобиля не менее 1320 кг.
29…31 мая — второй этап на «Смоленском кольце». 52 очка (25 + 1 + 25 + 1).
30 мая, квалификация. Алексей Дудукало квалифицирован вторым показав время 1:33,939 (скорость 128,649 км/ч).
30 мая, гонка 1. Сразу же на старте обгон напарника Романа Голикова и лидирование на всём протяжении гонки. 1 место (время гонки 28:45,280; скорость 125,353 км/ч). Показал лучшее время круга в гонке 1:36,409, что дало +1 очко в личный зачёт. Правило реверсивного старта на гонку 2 отменили решением КСК, позиция на стартовой решётке первая. Весовой гандикап на вторую гонку +30 кг, общий вес автомобиля не менее 1320 кг.
31 мая, гонка 2. Лидирование от старта до финиша (время гонки 29:11,268; скорость 126,512 км/ч). Показал лучшее время круга в гонке 1:35,526, что дало +1 очко в личный зачёт. Весовой гандикап на первую гонку следующего этапа +30 кг, общий вес автомобиля не менее 1320 кг.

### Личный зачёт
| Легенда к таблице |                                                                    |
| --- | ------------------------------------------------------------------ |
| В таблице перечислены результаты всех гонок, в которых принимал участие гонщик. Строками таблицы являются сезоны, столбцами — этапы соревнований. В каждой клетке указаны сокращённое название этапа и результат, дополнительно обозначенный цветом. Расшифровка обозначений и цветов представлена в нижеследующей таблице. |                                                                    |
| \| Пример \| Описание \| \| ------------ \| ------------------------------------------------------------------ \| \| 1 \| Победитель \| \| 2 \| Второе место \| \| 3 \| Третье место \| \| 5 \| Финишировал, заработав очки \| \| Сход \| Не финишировал, но при этом заработал очки \| \| 12 \| Финишировал, не получив очков \| \| НКЛ \| Финишировал, но не попал в финальную классификацию \| \| 15 \| Участвовал вне зачёта, либо по отдельной классификации \| \| 18 \| Не финишировал, но попал в финальную классификацию \| \| Сход \| Не финишировал \| \| НКВ \| Не прошёл квалификацию \| \| НПКВ \| Не прошёл предквалификацию \| \| ДСК \| Дисквалифицирован \| \| ИСК \| Исключён из протокола соревнований \| \| ТТ \| Заявлен для участия только в тренировках \| \| НС \| Участвовал в квалификации, но не стартовал в гонке \| \| Т \| Травмирован или болен \| \| ОТК \| Отказ от участия \| \| НТР \| Прибыл на соревнования, но на трассу не выезжал \| \| НПР \| Был заявлен в числе участников, но не прибыл к началу соревнований \| \| О \| Соревнования отменены \| \| \| Не участвовал \| \| Поул-позиция \| \| \| Быстрый круг \| \| |                                                                    |
| Пример | Описание                                                           |
| 1 | Победитель                                                         |
| 2 | Второе место                                                       |
| 3 | Третье место                                                       |
| 5 | Финишировал, заработав очки                                        |
| Сход | Не финишировал, но при этом заработал очки                         |
| 12 | Финишировал, не получив очков                                      |
| НКЛ | Финишировал, но не попал в финальную классификацию                 |
| 15 | Участвовал вне зачёта, либо по отдельной классификации             |
| 18 | Не финишировал, но попал в финальную классификацию                 |
| Сход | Не финишировал                                                     |
| НКВ | Не прошёл квалификацию                                             |
| НПКВ | Не прошёл предквалификацию                                         |
| ДСК | Дисквалифицирован                                                  |
| ИСК | Исключён из протокола соревнований                                 |
| ТТ | Заявлен для участия только в тренировках                           |
| НС | Участвовал в квалификации, но не стартовал в гонке                 |
| Т | Травмирован или болен                                              |
| ОТК | Отказ от участия                                                   |
| НТР | Прибыл на соревнования, но на трассу не выезжал                    |
| НПР | Был заявлен в числе участников, но не прибыл к началу соревнований |
| О | Соревнования отменены                                              |
| | Не участвовал                                                      |
| Поул-позиция |                                                                    |
| Быстрый круг |                                                                    |

| Год  | Команда                 | Автомобиль          | 1          | 2       | 3       | 4       | 5        | 6          | 7        | 8          | 9       | 10         | 11         | 12      | 13         | 14         | 15         | 16      | Поз. | Очки |
| ---- | ----------------------- | ------------------- | ---------- | ------- | ------- | ------- | -------- | ---------- | -------- | ---------- | ------- | ---------- | ---------- | ------- | ---------- | ---------- | ---------- | ------- | ---- | ---- |
| 2012 | Лукойл Рейсинг Тим Лада | LADA Granta         | СМО 1      | СМО 2   | КАЗ 1   | КАЗ 2   | НИЖ 1    | НИЖ 2      | АДМ 1    | АДМ 2      | MRW 1   | MRW 2      | СМО 1 3    | СМО 2 1 | НИЖ 1 Сход | НИЖ 2 3    | СМО 1 Сход | СМО 2 4 | 12   | 322  |
| 2013 | Лукойл Рейсинг Тим Лада | LADA Granta         | НИЖ 1 Сход | НИЖ 2 4 | MRW 1 2 | MRW 2 1 | СМО 1 17 | СМО 2 ДСК  | КАЗ 1 5  | КАЗ 2      | КАЗ 1   | КАЗ 2 Сход | СМО 1      | СМО 2   | НИЖ 1 4    | НИЖ 2 Сход |            |         | 4    | 769  |
| 2014 | Лукойл Рейсинг Тим Лада | LADA Granta         | СМО 1 Сход | СМО 2   | MRW 1 3 | MRW 2 1 | НИЖ 1 5  | НИЖ 2 1    | КАЗ 1 5  | КАЗ 2 Сход | КАЗ 1   | КАЗ 2 1    | СМО 1 Сход | СМО 2 4 | СОЧ 1 2    | СОЧ 2 3    | СМО 1      | СМО 2 4 | 2    | 1007 |
| 2015 | Лукойл Рейсинг Тим      | SEAT León Cup Racer | НИЖ 1 3    | НИЖ 2 1 | СМО 1   | СМО 2 1 | СОЧ 1    | СОЧ 2      | КАЗ 1 2  | КАЗ 2 1    | СМО 1   | СМО 2 1    | MRW 1      | MRW 2 1 | КАЗ 1 3    | КАЗ 2 3    |            |         | 1    | 337  |
| 2016 | Лукойл Рейсинг Тим      | SEAT León Cup Racer | СМО 1 2    | СМО 2 1 | НИЖ 1 2 | НИЖ 2 1 | ГРО 1 2  | ГРО 2 3    | СОЧ 1 3  | СОЧ 2 15   | MRW 1 2 | MRW 2 1    | СМО 1 5    | СМО 2   | КАЗ 1 3    | КАЗ 2      |            |         | 2    | 1160 |
| 2017 | Лукойл Рейсинг Тим      | SEAT León Cup Racer | ГРО 1 3    | ГРО 2 3 | СМО 1 4 | СМО 2   | НИЖ 1 3  | НИЖ 2 8    | КАЗ 1 12 | КАЗ 2      | СМО 1 4 | СМО 2 13   | СОЧ 1 4    | СОЧ 2   | КАЗ 1 15   | КАЗ 2 5    |            |         | 3    | 178  |
| 2018 | Лукойл Рейсинг Тим      | Audi RS3 LMS        | ГРО 1 5    | ГРО 2   | СМО 1 5 | СМО 2 3 | НИЖ 1 НС | НИЖ 2 Сход | КАЗ 1    | КАЗ 2 15   |         |            |            |         |            |            |            |         | 6    | 85   |

### TCR International Series
В 2015 году Алексей Дудукало принял участие в одном этапе TCR International Series. Совместный этап международного и российского TCR прошел в Сочи и команда заявила Алексея в оба чемпионата. Из-за разных правил в TCR International и TCR Russia механикам приходилось после каждого заезда менять шины, топливо и перенастраивать автомобиль. Плотно составленное расписание не давало возможности точно настроить автомобиль для двух чемпионатов, поэтому приоритет был отдан российскому TCR. По этой причине SEAT Leon Алексея уступал автомобилям международного чемпионата по скорости на прямых и стабильности в поворотах.

### Статистика в TCR International Series
(key) (Жирным отмечены Поул-позишн) (Курсив - лучший круг)
| Год  | Команда            | Автомобиль          | 1    | 2    | 3    | 4    | 5    | 6    | 7    | 8    | 9    | 10   | 11   | 12   | 13      | 14     | 15   | 16   | 17   | 18   | 19   | 20   | 21   | 22   | Поз. | Очки |
| ---- | ------------------ | ------------------- | ---- | ---- | ---- | ---- | ---- | ---- | ---- | ---- | ---- | ---- | ---- | ---- | ------- | ------ | ---- | ---- | ---- | ---- | ---- | ---- | ---- | ---- | ---- | ---- |
| 2015 | Lukoil Racing Team | SEAT León Cup Racer | MYS1 | MYS2 | CHN1 | CHN2 | ESP1 | ESP2 | POR1 | POR2 | ITA1 | ITA2 | AUT1 | AUT2 | RUS1 11 | RUS2 9 | RBR1 | RBR2 | SIN1 | SIN2 | THA1 | THA2 | MAC1 | MAC2 | 39   | 2    |